# 아크로폴리스

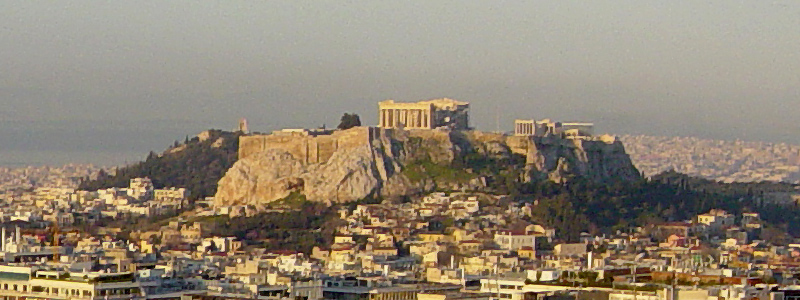
아테네의 아크로폴리스

아크로폴리스(고대 그리스어: ἀκρόπολις)는 고대 그리스 폴리스의 중심이었던 언덕으로, 신전(예: 아테네의 파르테논 신전)과 요새가 구축되었다.
아크로폴리스는 고대 그리스 도시의 높은 지대로, 특히 성채를 짓는 장소였으며 주로 방어 목적으로 선택된 가파른 측면이 있는 언덕이었다. 이 용어는 일반적으로 아테네의 아크로폴리스를 가리키는 데 사용되지만 모든 그리스 도시에는 자체적인 아크로폴리스가 있었다. 아크로폴리스는 종교 중심지와 예배 장소, 요새, 왕족과 고위층이 거주하는 장소로 사용되었다. 아크로폴리스는 고대 대도시의 핵심이 되었으며 공동체의 중요한 중심지 역할을 했다. 일부 잘 알려진 아크로폴리스는 오늘날 관광의 중심지가 되었으며, 특히 아테네의 아크로폴리스는 미케네 시대부터 고대 그리스 관련 연구의 혁명적 중심지였다. 그들 중 다수는 관광을 통한 현대 그리스의 수입원이 되었으며 고대 그리스 기술의 훌륭함을 단적으로 보여준다.

## 같이 보기
- 텔
- 힐포트